# Əhmədalılar
Əhmədalılar è un comune dell'Azerbaigian situato nel distretto di Füzuli. Conta una popolazione di 1 626 abitanti.